# Серро Рейес
«Серро Рейес» (исп. AD Cerro de Reyes BA) — бывший испанский футбольный клуб из города Бадахос, в одноимённой провинции в автономном сообществе Эстремадура. Домашние матчи проводил на стадионе «Хосе Паче», вмещающем 3 500 зрителей. В Примере и Сегунде команда никогда не выступала, лучшим результатом является 14-е место в Сегунде B в сезоне 2009/10. В сезоне 2010/11 у клуба возникли финансовые проблемы, в результате которых он по окончании сезона был лишён профессионального статуса, после чего был расформирован.

## Сезоны по дивизионам
- Сегунда B — 3 сезона
- Терсера — 9 сезонов
- Региональные лиги — 20 сезонов

## Достижения
- Терсера
  - Победитель (2): 2002/03, 2008/09

## Известные игроки и воспитанники
- Фернандо Сильва
- Пабло Пас
- Филипе Азеведу